# Анархістський блек-метал
Анархо-блек-метал — музичний напрямок, один із відгалужень блек-металу. Виник на початку 2000-их завдяки канадській групі Iskra, несе певний ідеологічний характер (ліві та ліво-радикальні політичні ідеї, соціальний протест, зелений анархізм, атеїзм, антифашизм тощо), частково є відповіддю засиллю NSBM на BM-сцені.

## Особливості звучання
За звучанням RABM-гурти часто відрізняються від класичного тру-блеку: у більшості випадків вони грають суміш блеку з краст-панком (т.з. blackened crust), чи атмосферний блек-метал з елементами пост-року та пост-блеку, іноді з елементами паґан-металу та вікінґ-металу. Є й гурти, які грають звичайний тру-блек.

## Представники
- All The Cold (РФ)
- Blood Of Martyrs (США)[1]
- Book of Sand (США)[2]
- Cold Blank Stare (США)
- Dernier Martyr (РФ)
- Filii Nigrantium Infernalium (Португалія)[3]
- Iskra (Канада)
- Mania (США)
- Panopticon (США)[4]
- Peregrine (США, перший альбом ближче до death metal)[5]
- Skagos (Канада)
- Sorgsvart (Норвегія)[1][6]
- The Dead Musician (Франція)[7]
- Wolves in the Throne Room (США)[1]
- Profecium (Аргентина)

Також існують групи, які в ідеологічному плані більш орієнтовані на комунізм, ніж на анархізм: Ярость Маркса (РФ), Agony (США), Profecium (Аргентина) — але їх кількість невелика, і деякі з них роблять це тільки заради гумору.